# 家富洋
家富 洋（いえとみ ひろし）は、日本の物理学者。立正大学データサイエンス学部教授。
東京大学理学部を卒業後、東京大学助手、日立製作所勤務、新潟大学教授を経て現職。物性理論と同時に経済物理学も専門とする．

## 略歴
- 1984年 - 東京大学大学院理学系研究科博士課程を修了。理学博士。「Multiparticle correlations in high-density plasmas : improvement on the hypernetted chain approximation(高密度プラズマ中の多体相関 : HNC近似の改良)」。[1]
- 1984年 - 同 助手。
- 1992年 - 株式会社 日立製作所エネルギー研究所研究員。
- 1995年 - 新潟大学理学部物理学科 助教授。
- 2002年 - 新潟大学理学部物理学科 教授。
- 2012年 - 東京大学大学院経済学研究科 特任教授
- 2013年 - 新潟大学理学部数学科 教授
- 2021年 - 立正大学データサイエンス学部 教授

## 著書
- 青山秀明，家富洋，池田裕一，相馬亘，藤原義久 著 『パレート・ファームズ －企業の興亡とつながりの科学』 日本経済評論社 (2007)
- 青山秀明，家富洋，池田裕一，相馬亘，藤原義久 著 『経済物理学』 共立出版 (2008)
- Hideaki Aoyama, Yoshi Fujiwara, Yuichi Ikeda, Hiroshi Iyetomi and Wataru Souma "Econophysics and Companies: Statistical Life and Death in Complex Business Networks" Cambridge University Press (2010)

## 訳書
- チェイキン，ルベンスキー 著 『現代の凝縮系物理学』（上・下） 吉岡書店 (2000)